# Пам'ятки архітектури Луцька
Станом на 1 січня 2009 року в Луцьку нараховується 88 пам'яток архітектури, 3 яких 23 - національного значення. 
| № п/п                  | Найменування пам'ятки (матеріал)                                  | Адреса                                | Дата спорудження (автор) | Охор. № та № у комплексі | Дата і № рішення                                                  |
| Національного значення | Національного значення                                            | Національного значення                | Національного значення   | Національного значення   | Національного значення                                            |
| ---------------------- | ----------------------------------------------------------------- | ------------------------------------- | ------------------------ | ------------------------ | ----------------------------------------------------------------- |
|                        | Замок (Верхній) (мур.)                                            | 43025, м. Луцьк, вул. Кафедральна, 1а | кін. 13 ст.              | 75                       | Постанова Ради Міністрів УРСР від 24.08.63 № 970                  |
| 1                      | В’їзна (Надбрамна) башта (мур.)                                   | -//-                                  | кін. 13 ст.              | 75/1                     | -//-                                                              |
| 2                      | Башта Стирова (Свидригайла) (мур.)                                | -//-                                  | 14-15 ст.ст.             | 75/2                     | -//-                                                              |
| 3                      | Владича башта (мур.)                                              | -//-                                  | 13-15 ст.ст.             | 75/3                     | -//-                                                              |
| 4                      | Замкові мури (мур.)                                               | -//-                                  | кін.13-15 ст.ст.         | 75/4                     | -//-                                                              |
| 5                      | Шляхетський будинок (мур.)                                        | -//-                                  | 1789 р.                  | 75/5                     | -//-                                                              |
| 6                      | Єпископський будинок (мур.)                                       | -//-                                  | 1814 р.                  | 75/6                     | -//-                                                              |
|                        | Монастир бернардинів (мур.)                                       | вул. Л.Українки, 60                   | арх. П. Гіжицький        | 76                       | -//-                                                              |
| 7                      | Костел монастиря бернардинів (Троїцький кафедральний собор)(мур.) | -//-                                  | 1752-1755 рр.            | 76/1                     | -//-                                                              |
| 8                      | Келії (мур.)                                                      | пр-т. Волі, 2                         | 1752-1755 рр.            | 76/2                     | -//-                                                              |
|                        | Монастир єзуїтів (мур.)                                           | вул. Кафедральна, 6                   | арх. Я. Бріано           | 77                       | -//-                                                              |
| 9                      | Костел Петра і Павла (мур.)                                       | -//-                                  | 1606-1610 р.р.           | 77/1                     | -//-                                                              |
| 10                     | Дзвіниця (мур.)                                                   | вул. Кафедральна, 17                  | 1539 р.                  | 77/2                     | -//-                                                              |
| 11                     | Келії монастиря (мур.)                                            | вул. Кафедральна, 6                   | 1606-1610 р.р.           | 77/3                     | -//-                                                              |
| 12                     | Покровська церква (мур.)                                          | вул. Д.Галицького, 14                 | 15 ст.                   | 78                       | -//-                                                              |
| 13                     | Хрестовоздвиженська церква (мур.)                                 | вул. Д.Галицького, 2                  | 1619-1887 р.р.           | 79                       | -//-                                                              |
|                        | Монастир домініканів (мур.)                                       | вул. Драгоманова, 26                  | 1752 р.                  | 80                       | -//-                                                              |
| 14                     | Келії монастиря домініканів (мур.)                                | вул. Драгоманова, 26                  | 1752 р.                  | 80/1                     | -//-                                                              |
| 15                     | Монастир тринітаріїв (мур.)                                       | вул. Медведєва, 4                     | 1729 р.                  | 81                       | -//-                                                              |
| 16                     | Житловий будинок (мур.)                                           | вул. Братковськтого, 35               | 16-17 ст.                | 82                       | -//-                                                              |
| 17                     | Монастир василіан (мур.)                                          | вул. Кондзелевича, 5                  | 1647 р.                  | 83                       | -//-                                                              |
| 18                     | Монастир бригіток (мур.)                                          | вул. Кафедральна, 16                  | 1624 р.                  | 1005                     | Постанова Ради Міністрів УРСР від 06.09.79 №442                   |
| 19                     | Монастир шариток (мур.)                                           | вул. Кафедральна, 17,19               | 15-17 ст.                | 1006                     | -//-                                                              |
| 20                     | Житловий будинок Пузини (мур.)                                    | вул. Кафедральна, 23                  | 16 ст.                   | 1007                     | -//-                                                              |
| 21                     | Синагога (мур.)                                                   | вул. Д.Галицького, 19                 | кін.14ст.-1629р.         | 1008                     | Постанова Ради Міністрів УРСР від 06.09.79 №442                   |
| 22                     | Житловий будинок (мур.)                                           | вул. Пушкіна, 2                       | 17-19 ст.                | 1009                     | -//-                                                              |
| 23                     | Оборонна башта з муром (мур.)                                     | Старе місто                           | 14-15 ст.ст.             | 1010                     | -//-                                                              |
| Місцевого значення     |                                                                   |                                       |                          |                          |                                                                   |
| 24                     | Кінотеатр (мур.)                                                  | вул. Горького, 12                     | 1939 р.                  | 1-Вл                     | Рішення виконкому обласної ради від 14.06.82 №252                 |
| 25                     | Площа з адміністративними будівлями, житловими будинками, сквером | пр. Волі                              | 1950 р.                  | 3-Вл                     | -//-                                                              |
| 26                     | Житловий будинок (мур.)                                           | пр. Волі, 8                           | 1959 р.                  | 4-Вл                     | -//-                                                              |
| 27                     | Житловий будинок (мур.)                                           | пр. Волі, 10                          | 1959 р.                  | 5-Вл                     | -//-                                                              |
| 28                     | Житловий будинок (мур.)                                           | пр. Волі, 11                          | 1960 р.                  | 6-Вл                     | -//-                                                              |
| 29                     | Будівля обкому партії та облвиконкому (мур.)                      | пр. Волі, 13                          | 1958 р.                  | 7-Вл                     | -//-                                                              |
| 30                     | Житловий будинок (мур.)                                           | пр. Волі, 15                          | 1959 р.                  | 8-Вл                     | -//-                                                              |
| 31                     | Головпочтамт (мур.)                                               | вул. Кривий Вал, 19                   | 1938 р.                  | 11-Вл                    | -//-                                                              |
| 32                     | Житловий будинок (мур.)                                           | вул. Л.Українки, 2                    | поч. 20 ст.              | 12-Вл                    | -//-                                                              |
| 33                     | Житловий будинок (мур.)                                           | вул. Л.Українки, 5                    | поч. 19 ст.              | 13-Вл                    | -//-                                                              |
| 34                     | Житловий будинок (мур.)                                           | вул. Л.Українки, 7                    | поч. 20 ст.              | 14-Вл                    | -//-                                                              |
| 35                     | Житловий будинок (мур.)                                           | вул. Л.Українки, 13                   | поч. 20 ст.              | 15-Вл                    | -//-                                                              |
| 36                     | Житловий будинок (мур.)                                           | вул. Л.Українки, 15                   | поч. 20 ст.              | 16-Вл                    | -//-                                                              |
| 37                     | Житловий будинок (мур.)                                           | вул. Л.Українки, 32                   | поч 20 ст.               | 17-Вл                    | -//-                                                              |
| 38                     | Земельний банк (мур.)                                             | вул. Винниченка, 8                    | 1930 р.                  | 18-Вл                    | -//-                                                              |
| 39                     | Житловий будинок (мур.)                                           | вул. Ярощука, 16                      | 1934 р.                  | 19-Вл                    | -//-                                                              |
| 40                     | Кірха (мур.)                                                      | вул. Караїмська, 16                   | 19 ст.                   | 2-Вл                     | -//-                                                              |
| 41                     | Житловий будинок (мур.)                                           | вул. Драгоманова, 23                  | 19 ст.                   | 9-Вл                     | -//-                                                              |
| 42                     | Житловий будинок (мур.)                                           | вул. Драгоманова, 29                  | 19 ст.                   | 10-Вл                    | -//-                                                              |
| 43                     | Церква Іоанна Богослова (мур.)                                    | вул. Кафедральна, 1а                  | 12 ст.                   | 22-мз                    | Рішення виконкому обласної ради від 01.12.86 №341                 |
| 44                     | Княжий палац (мур.)                                               | вул. Кафедральна, 1а                  | 14 ст.                   | 23-мз                    | -//-                                                              |
| 45                     | Житловий будинок (мур.)                                           | вул. Плитниця, 1                      | 19 ст.                   | 24-мз                    | -//-                                                              |
| 46                     | Житловий будинок (мур.)                                           | вул. Плитниця, 7                      | 18 ст.                   | 25-мз                    | -//-                                                              |
| 47                     | Житловий будинок (мур.)                                           | вул. Драгоманова, 1                   | поч. 20 ст.              | 26-мз                    | -//-                                                              |
| 48                     | Житловий будинок з підвалами (мур.)                               | вул. Драгоманова, 2                   | 16-19 ст.                | 27-мз                    | -//-                                                              |
| 49                     | Житловий будинок з підвалами (мур.)                               | вул. Драгоманова, 4                   | 16-19 ст.                | 28-мз                    | Рішення виконкому обласної ради від 01.12.86 №341                 |
| 50                     | Житловий будинок з підвалами (мур.)                               | вул. Драгоманова, 11                  | 16-19 ст.                | 29-мз                    | -//-                                                              |
| 51                     | Житловий будинок з підвалами (мур.)                               | вул. Драгоманова, 11а                 | 16-19 ст.                | 30-мз                    | -//-                                                              |
| 52                     | Житловий будинок з підвалами (мур.)                               | вул. Драгоманова, 15                  | 16-19 ст.                | 31-мз                    | -//-                                                              |
| 53                     | Житловий будинок з підвалами (мур.)                               | вул. Драгоманова, 17                  | 16-19 ст.                | 32-мз                    | -//-                                                              |
| 54                     | Гостинний двір (мур.)                                             | вул. Кафедральна, 4                   | поч. 20 ст.              | 33-мз                    | -//-                                                              |
| 55                     | Житловий будинок з підвалами (мур.)                               | вул. Драгоманова, 7                   | 16-19 ст.                | 34-мз                    | -//-                                                              |
| 56                     | Житловий будинок з підвалами (мур.)                               | вул. Драгоманова, 19                  | 16-19 ст.                | 35-мз                    | -//-                                                              |
| 57                     | Житловий будинок з підвалами (мур.)                               | вул. Драгоманова, 21                  | 16-19 ст.                | 36-мз                    | -//-                                                              |
| 58                     | Будинок урочистих подій (мур.)                                    | пр. Соборності, 18                    | 1985 р.                  | 56-м                     | Рішення виконкому обласної ради від 25.04.88 №103                 |
| 59                     | Житловий будинок (мур.)                                           | вул. Д.Галицького, 5                  | поч. 20 ст.              | 168-м                    | Розпорядження обласної державної адміністрації від 09.03.98. №107 |
| 60                     | Житловий будинок (мур.)                                           | вул. Д.Галицького, 12                 | 1 пол. 19 ст.            | 171-м                    | -//-                                                              |
| 61                     | Житловий будинок (мур.)                                           | вул. Д.Галицького, 20                 | кін.19 - п.20 ст.        | 172-м                    | -//-                                                              |
| 62                     | Житловий будинок (мур.)                                           | вул. Д.Галицького, 22                 | 1 пол. 20 ст.            | 173-м                    | -//-                                                              |
| 63                     | Житловий будинок (мур.)                                           | вул. Братковського, 10                | сер. 19 ст.              | 271-м                    | -//-                                                              |
| 64                     | Житловий будинок                                                  | вул. Братковського, 19                | поч. 20 ст.              | 272-м                    | -//-                                                              |
| 65                     | Костельний будинок м(мур.)                                        | вул. Братковського, 20                | 19 ст.                   | 233/1-м                  | -//-                                                              |
| 66                     | Житловий будинок (мур.)                                           | вул. Братковського, 22                | поч. 20 ст.              | 273-м                    | -//-                                                              |
| 67                     | Дохідний дім (мур.)                                               | вул. П.Савельєвої, 6                  | поч. 20 ст.              | 274-м                    | -//-                                                              |
| 68                     | Житловий будинок (мур.)                                           | вул. П.Савельєвої,7                   | 1 пол. 20 ст.            | 275-м                    | -//-                                                              |
| 69                     | Житловий будинок (мур.)                                           | вул. П.Савельєвої, 8                  | поч. 20 ст.              | 276-м                    | -//-                                                              |
| 70                     | Вірменська церква (мур.)                                          | вул. П.Савельєвої, 12                 | 16 ст.                   | 277-м                    | -//-                                                              |
| 71                     | Дохідний дім (мур.)                                               | вул. П.Савельєвої, 12а                | поч. 20 ст.              | 278-м                    | -//-                                                              |
| 72                     | Житловий будинок (мур.)                                           | вул. Караїмська, 9                    | поч. 20 ст.              | 279-м                    | -//-                                                              |
| 73                     | Церковно-приходська школа (мур.)                                  | вул. Караїмська, 11                   | поч. 20 ст.              | 280-м                    | -//-                                                              |
| 74                     | Будинок пастора (мур.)                                            | вул. Караїмська, 16                   | 1906-1907 рр.            | 281-м                    | -//-                                                              |
| 75                     | Житловий будинок (мур.)                                           | вул. Драгоманова, 12                  | 2 пол. 19 ст.            | 282-м                    | -//-                                                              |
| 76                     | Житловий будинок (мур.)                                           | вул. Драгоманова, 27                  | к. 19 – п. 20 ст.        | 284-м                    | Розпорядження обласної державної адміністрації від 09.03.98. №107 |
| 77                     | Будинок (мур.)                                                    | вул. Кафедральна, 25                  | к. 19 – п. 20 ст.        | 116-м                    | Розпорядження обласної державної адміністрації від 09.03.98. №107 |
| 78                     | Костел монастиря домініканів                                      | вул. Драгоманова, 26                  | 1 чв. 20 ст.             | 283-м                    | -//-                                                              |
| 79                     | Житловий будинок (мур.)                                           | вул. Братковського, 4                 | поч. 20 ст.              | 270-м                    | -//-                                                              |
| 80                     | Ангеліна (мур.)                                                   | вул. Братковського, 31                | 18 ст.                   | 233/2-м                  | -//-                                                              |
| 81                     | Замковий міст                                                     | Замкова площа                         |                          | 285-м                    | -//-                                                              |
|                        | Комплекс гарнізонних споруд                                       | вул.Стрілецька                        | 19-20 ст.ст.             | 234-м                    | -//-                                                              |
| 82                     | Гарнізонний житловий будинок                                      | вул.Стрілецька,                       | 19-20 ст.ст.             | 234/1-м                  | -//-                                                              |
| 83                     | Гарнізонна казарма                                                | вул.Стрілецька,                       | 19-20 ст.ст.             | 234/2-м                  | -//-                                                              |
| 84                     | Гарнізонна церква                                                 | вул.Стрілецька,                       | 19-20 ст.ст.             | 234/3-м                  | -//-                                                              |
| 85                     | Гарнізонний штабний будинок                                       | вул.Стрілецька,                       | 19-20 ст.ст.             | 234/4-м                  | -//-                                                              |
| 86                     | Гарнізонна казарма                                                | вул.Стрілецька,                       | 19-20 ст.ст.             | 234/5-м                  | -//-                                                              |
| 87                     | Будівля                                                           | вул.Стрілецька,                       | 19-20 ст.ст.             | 238-м                    | -//-                                                              |
| 88                     | Єврейська гміна (мур.)                                            | вул.Б. Хмельницького, 6               | 1921 р.                  | 292-м                    | Розпорядження обласної державної адміністрації від 06.07.98. №337 |
|                        |                                                                   |                                       |                          |                          |                                                                   |

## Джерело
- Пам’ятки Волинської області [Архівовано 9 листопада 2016 у Wayback Machine.]